# The Salt Roads
The Salt Roads est un roman de l'écrivaine canadienne-jamaïcaine Nalo Hopkinson, publié en 2003. Il est considéré comme une fiction historique, spéculative, de science-fiction et de réalisme magique.

## Description
The Salt Roads, l'un des livres les plus connus de l'autrice, est un roman historique expérimental dont l'histoire oscille entre le Paris du dix-neuvième siècle, la fin du dix-huitième siècle en Haïti et l'Égypte du quatrième siècle. Leif Sorensen compare le style que Nalo Hopkinson utilise dans le livre à la pratique du dub dans le reggae pour transformer les tropes de la science fiction moderne et créer un nouvel univers afrofuturiste. Hopkinson offre en effet des futurs alternatifs en utilisant des récits qui ont une base historique réelle, provoquant un mix dub littéraire en créant des liens entres des éléments en apparence distincts, tout comme la dialectique du dub reggae.
Le roman comprend des thématiques liées à la sexualité, au sexe, au genre et des personnes LGBT y sont représentées. Nalo Hopkinson fait littéralement revenir du passé trois femmes que l'on peut qualifier de queer dans son roman.

## Résumé de l'intrigue
Au-delà des contraintes du temps et de l'espace, la déesse Lasirén expérimente et aide les luttes pour la liberté des Ginen, le peuple africain asservi. L'histoire est racontée à travers les yeux de Lasirén et des trois femmes esclaves principales dont la vie s'entremêle avec sa conscience : Mer, une esclave du XVIIIe siècle et guérisseuse respectée dans une plantation de Saint-Domingue, Jeanne Duval, l'actrice et danseuse haïtienne du XIXe siècle et maîtresse du poète français Baudelaire, et Thaïs, une prostituée du IVe siècle devenue sainte. Chacune des femmes suit son propre chemin de vie, et la déesse entrelace et influence leurs expériences sexuelles, personnelles et religieuses.
En 1804 à Saint Domingue dans les Caraïbes trois femmes, Mer, Tipingee et Georgine se rendent à la rivière et organisent une cérémonie pour un bébé mort né. Elles sont dirigées par Mer, une guérisseuse et médecin lesbienne. Leurs plaintes réveillent Ezili ou Lasirén (également appelé Ezili) déesse afro-caribéenne du désir sexuel et de l'amour. 
La déesse leur demande alors pourquoi les routes maritimes du sel s'assèchent et demande à Mer d'en rechercher la raison, afin de réparer les routes de sel, qui représentent la perte de connexion entre les Africains réduits en esclavage et leur héritage culturel. Les routes sont le lien spirituel entre les Ginen et leurs divinités africaines. Mer lutte tout au long du roman pour comprendre comment elle peut réparer ces routes de sel, et il est entendu que la libération des Ginen dépend fortement de la préservation de leurs racines via l'entretien des routes de sel. 

## Reception critique
Bien que le roman ai peut-être dérivé de la science-fiction et du fantastique habituel pour Nalo Hopkinson, il est néanmoins été  accueilli positivement comme une œuvre typique de Hopkinson avec par exemple sa recréation d'un espace noir indépendant. Hopkinson est saluée pour avoir adopté des langues vernaculaires inhabituelles dans ses récits, ainsi que pour avoir fusionné de nombreuses mythologies et racines culturelles dans ses histoires. De grandes attentes ont entouré la sortie de The Salt Roads après que le livre ait été identifié par Warner Books comme ayant un rayonnement allant bien au-delà du genre de la science-fiction, et Hopkinson a fait une tournée dans dix villes (la plus grande de sa carrière à l'époque) pour promouvoir le roman.

## Prix et distinctions
- 2005 : prix Gaylactic Spectrum au Gaylaxicon de 2005[9].
- 2004 : finaliste aux Nebula Awards.